# TFIIH-Helikase XPD
Die TFIIH-Helikase XPD ist ein Enzym im Zellkern von Pilzen und Tieren, das als Teil des Transkriptionsfaktors IIH (TFIIH) die Öffnung des DNA-Doppelstrangs katalysiert, nachdem der Präinitiationskomplex zusammengebaut wurde. Dieser Reaktionsschritt ist Teil der Initiation der Transkription aller eukaryotischen Gene. Außerdem spielt XPD eine ganz ähnliche Rolle bei der DNA-Reparatur. Mutationen im menschlichen ERCC2-Gen, das für XPD codiert, können zur seltenen Erbkrankheit Xeroderma pigmentosum Typ D führen, bei der das Risiko für Hautkrebs stark erhöht ist, oder zum Tay-Syndrom, einer seltenen Ichthyose, oder zum Cockayne-Syndrom Typ 2.
Die Öffnung des Doppelstrangs verbraucht ein Molekül ATP und umspannt die Basen von −10 bis +2 bezüglich des Genanfangs. Unterstützt wird sie durch Entdrillung der DNA (sogenanntes negatives Supercoiling) mithilfe von TFIIE. An der DNA-Reparatur nimmt außerdem die XPB-Helikase teil. Die geöffnete DNA wird in beiden Fällen als DNA-Blase bezeichnet.
XPB und XPD bilden einen Teil der Verteidigung der Zelle gegen retrovirale Infektionen, einer Laborstudie nach. Eine chinesische Studie fand, dass eine Kombination bestimmter XPB- und XPD-Varianten das Lungenkrebsrisiko erhöhte.